# 模型航空教育
模型航空教育（もけいこうくうきょういく）とは、
- 1）、模型航空に関する知識や技能を教育すること。
- 2）、上記を手段に使って、たとえば科学技術などのほかの目的の教育をすること。

## 概要
狭義の模型航空教育は、模型航空に関する知識や技術などを教育することで、目的も模型航空活動の向上にある。
模型航空と言う活動はホビー/スポーツという遊びに含まれ、参入者が自発性によって学んで始める場合が多く、教育と言う活動には馴染まない面もある。しかしながら、模型航空は多方面の高度な知識や技能を必要とするので、参入勧誘や関連機材の販売営業も、それを伝える必要が大きい。さらに、新しい要素を取り込み、分野を拡大することが多いので、その伝達も必要である。従って、他のホビーやスポーツに比べると、教育や関連する学術の情報伝達を必要とし、学会活動なども行われている。
また、航空は科学技術や国力の重要要素であったために、模型航空活動をそれに役立てる目的で、国が積極的に教育システムに取り入れ、利用した時代があった。このときは国公立の初等教育で模型航空を教科に入れ、国が主導する少年団でその活動を補完した。
複数の国がホビー/スポーツに対して、このような関与をした例は無く、模型航空教育は極めて特殊な歴史をもつ。それ故に、「模型航空教育」は、定義の2）にあるような手段とし使われる場合の意味も持つことになった。
手段としての模型航空教育は、第2次大戦前・中の独・日など、ならびに第2次大戦後の共産主義国で行われた。これは、ヴェルサイユ条約の抜け道として1920～30年ころのドイツに始まり、1930年代後半に日本も導入、1941年から実施され1945年までに学童モデラー1000万人を育成した。
日本は、国（文部省）による模型飛行機教育を国民学校の科目として行った。育成された多数の学童モデラーは、戦後の断絶にとって1965年頃には大部分が消滅した。しかしながら、短期間であっても国などの大きな組織で模型航空を推進した結果、高い水準の参考書や文献、訓練された指導者などが遺され、戦後の模型界に与えた影響は大きい。
今日的な目で見ると、この膨大な模型飛行機人口の生成はバブルであり、理由は
- 航空技術が急伸した時代であり、頻繁に新型機が発表され、少年の興味が航空に集中。
- 戦時であり、国家的に上記を利用して、学童に対して科学・軍事教育を行った。

特定のホビーやスポーツを、国が学校教科に入れてまでして推進・振興する例は稀であるが、模型航空に関しては第2次大戦の戦前・戦中の独、日に止まらず、戦後になって旧ソ連をはじめとする共産主義各国でも踏襲されている。1950年代の模型航空世界選手権競技では、旧ソ連をはじめハンガリー、ポーランド、ルーマニア、などが好成績を挙げ、技術的にも先進的であった。時代が下り1970年以降になると、中国、北朝鮮などが台頭した。
敗戦国のドイツも、1955年には当時は3種目しかなかった世界選手権種目の2種目を制覇している。
日本の模型航空が世界に追いついたのはこれより遅く、国による教育の貢献度は少ない。その理由のひとつは、教育期間が他国より短く、学童が自学自習して独力で模型航空を継続することが出来なかった点である。ドイツは日本よりも10年以上前から模型航空教育を取り入れ、戦後の共産国も日本よりは長い実施期間であった。
日本の模型航空活動は昭和25年頃より、教育の手段ではない純粋のホビー/スポーツとして復活した。国民学校で教育された大量な模型航空人口は大部分が消滅し、ホビー/スポーツを行うための社会環境も不十分であったのでさらに淘汰が進み、在来種目の模型航空人口は激減した。他方、コントロール・ライン（Uコン）やラジオ・コントロール（RC）などの新機種が導入され、転向者・新規参入者が生じた。これらは新種の知識と技術を必要とするために、その導入には教育を必要とした。種目によっては単独飛が危険を伴うために、クラブに入会し熟練者の立会いの下で飛行を行うことが奨励されており、技術の伝承が行われている。
時代とともに都市圏が膨張して飛行場所に隣接するようになり、モデラーと一般人との接点が増え、事故などの確率は増加した。JMAなどの統括団体は安全教育に努め、モデラーのマナーの向上を図っている。今後の模型航空教育の方向として、知識や技能と平行して、周辺の一般関係者との関係を円満に継続するための教育が重要と言える。
日本では教育の観点から普及が進められたため、航空機模型と船舶模型は玩具ではなく学習教材とみなされていた。

## 模型航空教育の前史
模型飛行機の歴史は、19世紀後半にジョージ・ケーリーのグライダーや、アルフォンス・ペノーのゴム動力機などが、学術実験として飛ばされ、20世紀に入って実機の有人飛行が成功した後、イギリスに最初の模型飛行機ブームが起こった。当時のモデラーはエリートの先駆者たちで、個別に研究を行い、教育と言う形は無かった。
第一次世界大戦によって模型航空ブームは中断された。敗戦したドイツはヴェルサイユ条約によって航空機の保有や研究を禁止され、技術保全の手段としてグライダーをはじめとするスポーツ航空を指向した。1920年にすでにグライダーの記録飛行が行われ、年々飛躍的に進歩している。パイロットの組織的な養成も行われ、後年の第二次世界大戦のエース・パイロットが何人も育った。
模型飛行機の教育は、グライダー訓練の準備・補完的な位置づけで始められた。グライダーに乗れる年齢は15歳くらいであり、それまでに航空への興味をつなぎ、知識や技術を習得させておくことで、以降の訓練を著しく能率化できた。

## 第二次大戦前のドイツの模型航空教育
学校内においては10歳くらいから模型飛行機の製作と飛行と原理研究が正課として盛り込まれた。1930年ころには学校内外の活動が連携して、全国を17区に分けた予選を経た全国競技大会がワッサークッペ滑空場で開催されている。大型の3mクラスのグライダーが多く、機数は500機程度、機体検査に13時間、競技に2日を要した。
1930年代以降のドイツでは、学校および少年団で指導者の下に模型機の製作が行われた。団体訓練の一環であるため、大型の模型機1機を多人数で手分けして製作し、設計や用材も一定であった。だから、全国競技会の「参加500機」には、その何倍かの人数の学童が参画していることになる。
学校・少年団に加えて、全国7箇所に指導員養成学校があり、教員などが講習を受けている。環境は十二分に整備され、指導者も多く、少し上の先輩の指導も受けられた。機体や用材は規格化され、製作や飛行は団体で行われた。このような段取りが、優秀なグライダーパイロット・飛行機パイロットを養成するためには有効であった。

## 日本の国（文部省）による模型航空教育
当時ドイツと同盟関係にあった日本は、前述のドイツの模型航空教育システムを手本にして、文部省が昭和12年ころから模型飛行機教育を立案・実施した。つまり、小中学校の全ての学科（特に理数科・工作）を通して、滑空訓練と模型航空機の教育を目指した。

### 導入の経過
1）、昭和12年に、正課にする目的で中等学校3年（16歳に滑空訓練採用を奨励する方針を出した。それを目標に操縦・製作の指導教員養成、指導教程編纂、教材機（実機グライダー）の設計を行った。搭乗年齢（16歳）未満は、模型航空機製作など予備的教育を実施することにした。
2）、昭和14年に、小学校における模型教育の研究調査に着手。協議会メンバーは、航空学者・航空機設計者と製作者・模型飛行機の専門家・児童教育心理学者・軍の航空教育関係者・手工科の先生。
3）、昭和15年に、小学校で教える教程試案。全国の師範学校、小中学校の工作・作業の先生の府県代表を東京・広島の高等師範に集め1週間の講習会開催。受講者は、各地区の中心として各地で講習会・研究会を開催。試案を修正。
4）、昭和16年に、上記を踏まえ第2次試案作成・発表。内容は小学校1年生から高等小学校2年生までの各学年の手工、または国民学校の芸能科の工作で作る模型機の形式と、制作・飛行の指導要領。本年より学制が変わり「国民学校」になる。
4月～5月の間に、ドイツより模型航空教育指導者を招き、各地で講演会を開催し、教育に使われている模型機数機種を紹介している。
学制変更で、小学校が国民学校に変わり、教育の指針も当時の国策をより強く反映したものとなる。模型航空教育もその方針に沿ったものになり、ホビー/スポーツ的な面は捨象された。

### 当時の当局の考え方
当時の指針に拠れば、教育勅語の「国華・精華」「皇国の道の修練」に沿って
「各教科ならびに科目は、その特色を発揮すると共に、相互の関係を緊密にする」
「具体的・実際的なら閉めること」
「児童心身の発達に留意する」
「児童の興味を喚起し、自修の習慣を進む」（つまり、模型飛行機は適切な教材）
芸能科・工作の指針は
「国民に須要なる芸術技能を修練せしめ、情操を醇化し、国民生活の充実に資せむ」
（つまり、実験・独創・体験を重視）
工作科は「物品の製作に関する普通の知識技能を得さしめ、機械の取り扱いに対する常識を養い、工夫・考案の力を培う」
これらの科目を通じた模型航空教育は、1年生から高等2年生までの、8年がかりの長期計画であり、グライダー操縦の予備活動・「手段」であった。

### 当時の学年別教材と製作所要時間
- 小学1年：ヒコウキ（中・厚紙製の小型滑空機。1時間）
- 小学2年；ひこうき（胴体はキビガラ、翼は厚紙の小型滑空機。2時間）
- 小学3年：グライダー（胴体は細木、良くは竹ひごと紙の小型滑空機。2時間）
- 小学4年（前期）：グライダー（同上構造の中型滑空機。6時間）
- 小学4年（後期）：飛行機（同上構造、既製プロペラの小型飛行機。6時間）
- 小学5年：飛行機（同上構造、自作プロペラの創作飛行機。8時間）
- 小学5年（補助）：滑空機（胴体はキビガラ、翼は厚紙の異型滑空機。2時間）
- 小学6年：滑空機（胴体は細木、翼はリブに薄紙張りの大型滑空機。8時間）
- 高等1年：飛行機（四角胴、創作プロペラ、実物似の飛行機。8時間）
- 高等2年：滑空機（三角胴、高性能を出せる大型滑空機。12時間）

### 当時の現実状況
模型航空は複雑システムであり、航空学者・航空機設計者・航空機製作者・「模型飛行機の専門家」・児童教育心理学者・軍の航空教育関係者・手工科の先生など多方面の専門家が参画したので、具体的な各論としては当初より議論がまとまらなかった。
紙の上の案を作るに当たっては各位の専門知識が役立つが、飛行現場での指導に当たっては「模型飛行機の専門家」（モデラー）がキーマンにならざるを得なかった。
前述のドイツのシステムのような、国が音頭を取って、公的組織を使って、国費によって青少年全員に模型航空の場を与え、教育する方法を「ドイツ式模型航空」と称していた。
これに対置されるのが、「アメリカ式模型航空」であり、当時（昭和16年、1941年）すでにAMA（アメリカ模型航空協会）が存在し、会費には損害保険料が含まれ、会員による全国規模の競技会も開催されていた。つまり、組織や競技に関しては、個人が自己責任において最適化をはかる、現在とあまり変わらないシステムが出来ていた。自分で会費・保険料を払って、個人的な栄譽と楽しみのために競技を行い、競技性能だけを目標として機体を作ると言う、個人的競争原理は「ドイツ式」と対照的あった。
子供向け科学雑誌だった子供の科学は1930年代後半から軍事関連の記事が増加していたが、航空模型教育が本格化すると、文部省の後援を得て模型製作品展覧会を主催するなど、翼賛メディアとして活動した。また軍人による兵器解説の記事なども掲載されていた。紙飛行機設計者の二宮康明のように少年時代に購読したことがきっかけで、戦後に模型航空で活動する者も多かった。

### 「ドイツ式」と「アメリカ式」の模型航空のねじれ現象
文部省としては定義2）の模型航空教育を、当時のドイツを手本にして実施しようとしたが、現場指導の中核となる「模型飛行機の専門家」は、英米流の模型航空を学んでおり、定義1）を考えていた。当時参画した模型飛行機の専門家（著名人のトップモデラー）は三島通隆・北村小松であり、今日的には知米派であった。
当時の模型航空雑誌や参考書を見ると、両派のものが発行されており、両論併記状態であった。「模型航空」誌（毎日新聞社）では、日米開戦後もアメリカの模型雑誌の記事が、そのまま翻訳掲載され、正当に評価されている。トップが文部省の「国家的目標」であるのに、現場の直接的指導者は自由人で、実情はねじれ状態であった。
但し、科学技術は思想とは独立で、指導層の路線論争はあったが、現場の飛行場の生徒と指導員の飛ばし方の指導に関して大きな影響は無かった。さらに、学校で教えられる程度の模型機では競技的な飛行・機能による良し悪しの判断は疑問であった。
模型飛行機が、多科目横断型の、総合・システム教育の教材という意識はあった。理数科・工作・体育という壁を越えて、連携プレイでひとつの目的を勉強・追求するという考え方は、現在でも必要なことであり、その教材としての資質はある。

### 模型業界の裏面事情
教育目的のニーズに加えて、模型機を供給してそれを支える模型業界には、別の促進理由が存在した。
昭和13年（1938年）に国家総動員法は発令され、販売統制品や、玩具の内地向け製造禁止素材品目（ゴム、鉛、ほか十数品目）が定められた。模型・玩具業界は、木製の模型機に活路を求め、模型飛行機を媒体とする航空思想の普及を目的とする、官民一体の模型機の学校工作運動を積極的に推進した。
そのための模型機生産を組織的に行う全国的な工業組合結成運動も推進された。
教材の模型機は一千万機と推定され、戦中には国民学校・航空団体・大新聞社・模型業界など官民一体が参画した模型飛行機ブームを作った。・

### 育成された学童モデラーの数とその消滅
数年間（昭和16年～19年？）に、国民学校で模型機に触れ、育成された学童数は不詳であるが、数百万人～1千万人超と考えられる。いずれにしても、現在の模型航空人口よりも2桁くらい多い人員である。なお、2005年頃のレジャー白書に拠れば、現在の「模型人口」は全部で400万人であり、その中には自動車・船・鉄道なども含まれ、プラモデルなど観賞用の形態模型も含まれる。
また、学童の工作能力は、現在よりも大幅に高かった。鉛筆が削れず、刃物ナシの模型飛行機教室を開かざるを得ない現代に比べて、当時の小学生高学年は、ホウ材のブロックからライトプレーンのプロペラを削りだすことが出来た。
当時の模型航空界は、文部省の国策に便乗して「模型航空教育」を行った結果、1000万人のモデラー育成という大膨張（大バブル）を達成した。この大膨張が生じた1930～40年代は、戦時であり、プロペラ式飛行機の近代化・熟成・完成の時期に一致する。頻繁に新型機の発表があり、航空界は活性化していた。科学少年たちの大部分が航空界を注目しており、模型飛行機を指向する予備軍層は豊富で、特に勧誘しなくても模型航空界に参入する環境にあった。一方で、現在は「科学少年」そのものが品薄であり、車もパソコンもロボットもバイオなど興味の先は多く、相対的に航空指向は低下している。
しかしながら、模型飛行機教育を受けた年齢が低く、継続期間も短かった（3年？）ので自習能力は低く、独力の継続は困難であった。加えて、占領軍による、いわゆる「模型飛行機禁止令」が発令された。後年の分析に拠れば、米軍が意味する「模型飛行機」は、風洞実験模型のような実機の開発を目的とする「模型」であって、ホビー/スポーツとしてのものは指していなかったが、昭和23年（1948年）くらいまでは模型機を飛ばすことは非合法活動になってしまった。この数年間のブランクによって、模型業界は休眠状態になり、法令下にある教員指導者と学童の模型航空活動は消滅した。

## 日本の模型航空の戦後復興と教育方針の転換
前述の「模型飛行機禁止令」などによる数年間の空白の後、昭和23（1948）ころ、模型飛行機は解禁されて、競技会などの活動も再開された。模型航空の内容は、「アメリカ式」のホビー/スポーツに変わった。米軍占領下で、基地内で開かれた模型競技会での交流もあり、文献や資料もアメリカの模型雑誌などは流入したためである。模型航空教育の定義も、本来の1）のみとなった。
ライトプレーンに関しては、セメダイン社の全国大会（昭和30年～）や、小売商組合などが主催する模型業者の競技会(昭和25年～)には、多くの参加者があった。東京都科学模型教材協同組合指定機のA級ライトプレーンの年間生産機数は、昭和34年（1959年）がピークの50万機で、B級3万機、D級20万機、R級1万機など他機種も多かった。
しかしながら1960年代後半には減少し、昭和44年（1969年）にはA級15万機、B級2万機、D級4千機、R級2千機である。
その理由は、戦中に教育を受けた年齢層（1930～35年生まれ）の高齢化と、少年の興味を引く科学技術テーマの拡散と言える。模型航空界は社会的な追い風を失い、国（文部省）の手を離れたので、予算・指導人員・設備など、ほとんどゼロからの再出発であり、しばらくは厳しい状況であった。

## 戦後再開後の模型航空教育
学校における国（文部省）の行う模型航空教育がなくなった結果、今まで陰に隠れていた本来の模型航空教育（定義1）が表に出た。自己保存のために自然に行われている活動で、教育と広報・宣伝・勧誘と区分が難しいものもあるが、以下のようなものである。
- 年少者に対する教育（対象は従前の文部省教育と同様）
- 成年者に対する教育（カルチャースクール、出張講座など）
- 指導者講習会（戦前に文部省が教員に対して行ったものと同様）
- 競技役員講習会（競技規定や競技運営法に関するもの。新種目など。）
- 雑誌や参考文献の執筆・発行（販売広告など営利的なものも同じ効果を持つ）
- 学会活動・学会誌・研究会
- 飛行現場の観察と個別な質疑会話
- 飛行の安全とマナーの教育

### 年少者に対する模型航空教育
日本模型航空連盟・クラブ・個人などが講習会を開催している。
座学と工作を主体とし、学校などの教室を利用する「教室型」と、飛行を主体とし、公園を利用する「公園型」に大別できる。前者は、校庭または体育館で飛行を行い、後者は野外に置かれた机で簡単な機体の組み立てを行うが、いずれも教育効果は不足する。
現在、日本模型航空連盟では、「教室型」の講習会を行っている。
これは各地の小学校などの要請に応じて、講師一人が教材機と、講義用の教材などを持って出張して行う。
座学（簡単な飛行原理など）については、一人の講師が大勢の生徒を教えられる。工作・飛行の実技については一人で十人くらいしか指導できない。従って、十分な教育をするには数人の助手（現地のモデラーのボランティア、教員、PTAなど）を必要とする。
「公園型講習会」は、当該地で飛行するクラブが行う場合が多い。
公園型の特徴は、クラブ会員の多数が参画し、現場の指導者は大勢で、製作や飛行の実技指導は充実する点である。また、飛行する場所が広く、指導員も現役モデラーであるので、初めての参加者でも十分に飛ばすことが可能である。その反面、教室などで統一的に指導できないので、系統的な知識の伝達が困難になる。
年少者に対する模型飛行機の講習会には以下のような問題点がある。
保護者などに過度の安全指向があり、刃物や接着剤、塗料などの使用が制限されている。飛行の指導も野外活動のため危険要因を含んでおり、学校などに外部から教えに行く立場としては、安全を配慮する故に十分に踏み込めない。
受講者は公園や教室で1日足らずの講習を受けた後は、再び指導を受ける機会がほとんどない。加えて、模型飛行機を飛ばす場所が手近に無くなり、受験戦争が激しくなり、パソコンやゲームのような室内型の活動の誘引が強く、自発的な継続が困難である。
上記の講習会の効果は、「楽しいイメージ」を幼児体験に刷り込むだけに止まる。教習を受けた年少者が、技術を向上させて一人前のモデラーに育つ歩留まりは低い。

### 成年者に対する模型航空教育
ホビー/スポーツとしての模型航空は、イギリスの上流社会に大人の遊びとして始まった。戦中の学童教育にとらわれず、成人でホビー/スポーツを求めている層に対して、模型航空教育を行うと言う方法が模索されている。
大人で、一定の学歴・職歴があり、模型航空や航空工学などの参考書を読むことが出来る場合は、模型航空のシステムと楽しさを伝えれば、後は自分で勉強できる。機材の調達や自動車による遠隔地の飛行場へのアクセスも自力で行える。国などが組織的・継続的な指導を行う場合は別として、学童が独力で上記の活動を行うことは出来ない。
模型航空は手軽で安易な楽しみではなく、楽しみも深遠である代わりに、手間や犠牲も大きい。このような負担の大きい活動を、判断力の無い学童にむやみに勧めるべきかどうか、と言う議論もある。
成年向けの模型航空教育として、紙飛行機には一般を対象とした有料の出張講座のシステムがある。また「カルチャー・スクール」において模型航空の講座の開設も検討された。
有料教育に参加させるには明確なセールスポイントが必要であるが、模型航空は一般に伝達する独自の統一イメージを持っていない。過去の航空隆盛時代は実機人気に便乗しており、現在では実機と模型機の内容が乖離しているためである。模型航空自体がもつ魅力を、それが理解できるように売り込むことが不可欠である。

### 指導者講習会
競技派のモデラーは高い技術力を持つが、人に教えている暇は無い。従って、普及を目的とした模型航空教育には専任指導者が必要である。1950年代の終わりから1960年代の初めにかけて、文部省・航空協会・模型航空連盟が組んで、合宿制の「模型航空指導者講習会」を開催し、1週間くらいで、航空工学・飛行原理・指導要領などの座学、教材機の製作、飛行調整と飛行記録測定など、フルコースの模型航空教育を行った。受講人員はおおむね1クラス分で50人くらいで、大部分は教員であった。
最終日に飛行記録をとり、一定の滞空時間の飛行技能が達成され、筆記試験を合格すると「模型航空指導者免状」が授与された。
毎年、この教育を受けた模型航空の「指導者」が50人位生まれ、延べ数百人の指導者は生まれている。現在のフリーフライト人口から見ると無視できない人数になった。

### 競技役員講習会
審判員など競技を運営する要員は、当該機種の知識に加えてその競技規定を熟知していなければならない。競技運営団体は競技を円滑に行うために、競技役員の教育や講習を行っている。
模型航空競技は成長・発展期にあり、種目の新設や規定の改定がしばしば行われ、追従するために、関係者に最新の情報を伝える必要がある。特に曲技（スタント、エアロバティックス）など演技の採点を行う種目は、公平で客観的な採点を行うために共通した認識を保つ必要があり、講習が不可欠である。
競技に関する共通認識は、競技参加選手に対しても周知させる必要があり、競技前に質問・討論する場が設けられる。

### 雑誌や参考文献の執筆・発行の教育効果
模型航空の雑誌や参考書などは、重要な教育媒体である。
模型航空雑誌を構成する記事は、工作記事、工法・構造や空力などの特定のテーマに関する解説記事、観戦記、ニュース・雑記などに分類される。
工作記事は、狭義には個別の機体の製作法・手順書であるが、英米ではそれに止まらない。
英米では、設計思想や、特殊・特別な構造や工法、飛ばし方などの重点項目に詳しく、通常・自明な工作の説明は省略されている。これに対して、昔の日本の雑誌では、初歩的な工法から網羅的に書くことが必要であった。この違いは、模型航空界あるいは読者層の成熟度の高低、ならびに当該媒体の歴史の長短による。
雑誌の発行年数が長ければ、読者の水準は既知であり、ある程度の水準まで向上している。
加えて、過去の連載が単行本化されて工作、設計、各種材料などのテーマ別参考書がそろっている。雑誌と参考書の補完によって、雑誌の記事は要点に集中した密度の濃いものになり、教育効果は高くなる。

### 学会活動・学会誌・研究会
模型航空の学術面に付いては、学会活動が行われ、学会誌もある。模型航空だけに止まらず、実機の学会でも無人機など模型に重複する対象の研究が進み、惑星の飛行探査機は重力や大気の組成から模型機に近い特性になっていて、モデラーも注視している。
（社）日本航空宇宙学会が主催し、（財）日本航空協会が共済するスカイスポーツ・シンポジウムは2009年に15回目になり、模型航空関連の講演も多く含まれている。また、アメリカではナショナル・フリー・フライト・ソサエティー（NFFS）が、1968年以来毎年シンポジウムを開催し、そのレポートを出版している。
また数年前から始まった飛行機版の「ロボコン」（全日本学生室内飛行ロボットコンテスト）は、技術系の学生に綜合的な思考とその具現を行わせる教材に、模型飛行機を利用した。現在のテーマでは、カメラを搭載したRC模型機の体育館の中の飛行で、床上の文字を撮影し、その情報を別室のモニターに送り、読み取る競技である。
模型航空機は、現在でも総合的な思考を養うには絶好のハードウエアとされる。

### 飛行現場の観察と個別な質疑会話
模型航空の教育や技術の伝承には、現実の活動が容易に一般の人々の目に触れる環境が重要である。1950年頃、たとえば東京では、駒沢オリンピック公園（当時は予定地）のような公共交通や自転車で容易にアクセスできる場所で、全種目の最高水準の模型機の飛行が見られた。
現在は都市化・住宅化によって手近な空き地は無くなり、自動車によるアクセスを要する遠隔地で、種目別に別れて飛ばされているために、模型機の飛行を見ることは困難である。
模型航空の露出度を向上させ、現場でモデラーと直接交流して、一般に情報が伝播しやすい環境の育成が模型航空界に望ましい。

### 飛行の安全とマナーの教育
模型航空活動を維持・充実させるためには、無差別的な人口拡大だけでは逆効果になる。
模型航空活動を活性化する要因は複数であって、人口はそのひとつに過ぎない。
現在ネックになっている要素としては飛行場の不足がある。飛ばす場所は少なく貴重であることに加えて、当該土地の地権者や周辺住民の好意あるいは黙認によって利用するような非常にデリケートな状態で使われている。マナーの悪い新人が飛ばしに来て上記の関係を壊した場合は、飛行場そのものが使えなくなる。1930年代のアメリカ、1960年代の日本において、模型飛行機が周辺とトラブルを起こし、社会問題化しかかった苦い経験もある。
以来、模型航空統括団体としては、飛行に当たっての安全確保とマナーがきわめて重要であると考え、規定に織り込み、啓蒙に勤めてきている。現在でも模型航空教育としては、技術面以前に安全とマナーを最優先としている。

### アメリカ模型航空協会（AMA）の巧妙な教育・勧誘の連携
AMAでは、普及・教育のために簡単なライトプレーン式のゴム動力機のキットを配布して、製作・飛行の講習会を開き、それによって入会を勧誘している。キットは、短時間で製作できるものではあるが、バルサ角材を接着して紙を張る正則な構造で、上級機につながるものである。
キットには、設計図と製作・飛行の手順書と入会申込書が同封されていて、その場で入会手続きが出来る。AMAの会費には損害賠償保険契約が組み込まれていて、入会申し込みは同時に保険付保の手続きにもなる。
製作・飛行の手順書は、指導者の口頭説明で補完されて模型航空教育となる。飛行の手順書には、飛行させるときの危険行為が具体的に列挙されていて、安全教育にも役立つ。さらに、その書き方は「私は・・・・・のような飛ばし方はしない」と言うような宣誓形式になっている。同じ紙が保険契約書になっているから、上記の宣誓は事故を起こしたときの保険金の支払いに響くことにもなり、口先だけのものではない重みを持つ。
つまり、模型飛行機の作り方・飛ばし方の手ほどき、AMAの入会勧誘、模型飛行の賠償保険の販売営業が一体になっていて、日の講習・飛行会でまとめて処理され、相乗的な効果がある巧妙な模型航空教育システムである。

## 模型業界への影響
上記のように日本では航空機と船舶の模型は学習教材として扱われた経緯から、日本の模型業界には社名に教材が入る会社や組合（青島文化教材社、常木教材、静岡模型教材協同組合など）、木製の教材全般を取り扱っていた会社（ハセガワ、常木教材）、製材など木工関連会社の一部門（タミヤ）など、模型航空教育の需要やその流れを組んで参入した教材・木工関係の会社が多い。
また日本では完成状態のフィギュア（超合金など）は玩具であるため百貨店のおもちゃ売り場や町の玩具店で販売されていたが、『組み立てる模型』は教材扱いであるため流通を文房具の問屋が担当していたことから、販路は文房具店、雑貨店、駄菓子屋など子供の通学路にあり登下校時に立ち寄れる店舗が含まれていた。この流通経路の広さが教材とは無関係であるが組み立て式であるガンプラの販路が拡大されヒットに繋がったという指摘がある。